# 瓦伊托吉
瓦伊托吉（英語：Vaitogi）是位於美屬薩摩亞圖拉羅塔縣的一個村莊。這裡有許多傳教士和遊客。
根據2000年美國人口普查的數據顯示，瓦伊托吉有1,347名居民，其中35.1%的居民出生於外國。53%為男性，47%為女性。大多數人口的年齡在五十歲以下。根據2010年美國人口普查的數據顯示，該村莊有1,959人，自2000年以來大幅增加。瓦伊托吉還居住著來自西薩摩亞、斐濟、東加、韓國、中國和托克勞的人。